# 澤列尼揚卡 (涅米羅夫區)
48°54′44″N 28°57′55″E / 48.91222°N 28.96528°E
澤列尼揚卡（烏克蘭語：Зеленянка），是烏克蘭西南部的村莊，隸屬文尼察州的文尼察區。該村始建於1750年，面積0.77平方公里，海拔高度212米，2001年人口90，人口密度每平方公里117.19人。